# Dochmonota websteri

Dochmonota websteri  (лат.) — вид коротконадкрылых жуков из подсемейства Aleocharinae. Канада.

## Распространение
Встречается в провинции Саскачеван (Канада).

## Описание
Мелкие коротконадкрылые жуки, длина тела 3,0 — 3,4 мм. Основная окраска чёрная (усики и лапки красновато-коричневые). Тело тонко и плотно пунктированное. Средние и задние лапки 5-члениковые (передние 4-члениковые). Активны с июня по сентябрь. Видовое название дано в честь колеоптеролога Реджинальда Уэбстера (Dr. Reginald R. Webster).  
Вид был впервые описан в 2016 году канадскими энтомологами Яном Климашевским (Jan Klimaszewski; Laurentian Forestry Centre, Онтарио, Канада) и Дэвидом Ларсоном (David J. Larson) вместе с видами D. simulans и D. langori.